# Marc-Jacob d'Espine
Pour les articles homonymes, voir Despine.
Marc-Jacob d'Espine — parfois sous la forme Marc d'Espine, Jacob-Marc d'Espine ou encore Jacopo Marco Despine —, né le 29 avril 1806, à Genève et mort 15 mars 1860 dans cette même ville, est un médecin suisse du XIXe siècle. Il est issu de la branche suisse de la famille Despine (d'Espine).

## Biographie

### Origines
Marc-Jacob d'Espine est né le 29 avril 1806, à Genève,,. Il est le fils de Jean-François-Pierre d'Espine (1783-1859), droguiste et ancien consul de Suisse et de Suède à Odessa et de Marie-Pernette Tallant, (parfois Pallant).
Il est issu de la branche suisse de la famille savoyarde Despine, passée au protestantisme dans la seconde moitié du XVIIIe siècle et reçue à la bourgeoisie de Genève en 1792,. Son père a été président de l'Alliance évangélique,.
La notice qui lui est consacrée dans le Dictionnaire encyclopédique des sciences médicales (1883) indique « En 1810, son père partit pour Odessa où il était appelé à fonder […] une importante maison de commerce. Il emmenait avec lui sa femme et son jeune fils âgé de quatre ans ; mais, au bout de six ans, il dut quitter le climat très rude de la Russie, pour aller habiter Hyères, afin d'y rétablir sa santé gravement altérée. Il se fixa dans les environs de cette petite ville, se décidant à envoyer son jeune fils à Genève » où il fait l'ensemble de ses études.
Marc-Jacob d'Espine épouse, en 1844, Sophie Gütschow,.

### Formation à Genève et à Paris
Il fréquente l'Institut du pasteur François Naville à Chancy, avant de rejoindre l'académie de Genève.
À la suite de ses études médicales, il part à Paris en 1829. Ses références lui permettent d'être recommandé auprès de médecins renommés comme Gabriel Andral ou Pierre-Charles Alexandre Louis. Il devient l'élève de ce dernier.
Ses études l'amènent à faire quelques publications, à affronter l'épidémie de choléra de 1832 ou encore à se rendre à Londres.
Il participe avec deux autres genevois, John Bizot et Théodore Maunoir, à la création de la Société médicale d'observation de Paris, en 1832.
Selon la notice du Dictionnaire encyclopédique des sciences médicales (1883), il aurait souhaité s'installer à Paris, mais lors d'une visite à son père à Genève, ce dernier aurait émis des réserves quant à ce projet. Sur le chemin du retour à Paris, il est affecté par une pneumonie, il est alors ramené à Genève pour être soigné.
Préparée pendant sa convalescence, il présente sa thèse de doctorat en 1933.

### Carrière
Il s'installe comme médecin à Genève en 1934. Quelques années plus tard, il reçoit la charge par le Conseil d'État d'organiser un service genevois de vérification des décès.
Marc-Jacob d'Espine meurt le 15 mars 1860, à Genève,.

## Famille
épouse, en 1844, Sophie Gütschow,. Le couple a :
- Jean-Henri-Adolphe (1846-1930), futur médecin et professeur à l'Université de Genève[3],[7].
- Charles (1848-…).
- Franciska (1850-…).
- Marguerite.
- Edouard (1852-…).

## Publications
En 1855, avec William Farr, il est l'auteur de la première classification internationale des «causes de décès» à la demande du premier congrès international de statistique de 1853. Elle reste peu utilisée en pratique.